# Torlengua
Torlengua település Spanyolországban, Soria tartományban. Torlengua Serón de Nágima, Almazul, Deza, Bordalba, Fuentelmonge és Cañamaque községekkel határos. Lakosainak száma 45 fő (2024).

## Népesség
A település népessége az elmúlt években az alábbi módon változott:
| Lakosok száma | 106  | 97   | 92   | 90   | 80   | 72   | 59   | 59   | 49   | 45   |
|               | 2001 | 2004 | 2007 | 2009 | 2012 | 2014 | 2017 | 2019 | 2022 | 2024 |